# Гарпия в геральдике

Герб Нюрнберга

Гарпия в геральдике означает «свиреп, когда спровоцирован», но может быть истолкована и как символ порока и страстей (если подразумевается побеждённый враг).

## Описание
Джон Гуиллим (XVI век) выделял две геральдические разновидности гарпий. Одна выглядит так: женское лицо, туловище, крылья и когти хищной птицы; у другой — женское лицо и туловище и птичьи крылья и когти. Гуиллим говорит о первом типе: «Гарпия представляется лазурной с расправленными крыльями и развевающимися волосами. Или закованной в броню. Такая броня есть в церкви Хантинггона. Вергилий описывает их так: Из всех чудовищ — ужасней нет; оно порожденье Великого гнева, что Бог наслал на род людской Из адских пучин; с лицом юной девы это творенье, Ненасытное чрево, когтистые лапы — вот облик какой».
Второй тип, пишет Гуиллим, использован в гербе Нюрнберга, и далее, ссылаясь на Аптона, заявляет, что «гарпий следует выдавать людям по окончании страшной битвы, чтобы они, глядя на свои знамёна, могли раскаяться в глупости своего нападения».
Золотая гарпия была изображена на гербе Восточнофризского дома, откуда она перекочевала на гербы Эмдена, Делфзейла, Восточной Фризии, Лихтенштейна и дворянского рода Кауницев.

## Галерея

Герб Лихтенштейна
Герб Восточной Фризии
Герб Делфзейла
Герб Эмдена